# گرسن‌اریش
شهر گرسن‌اریشدر ایالت تورینگن در کشور آلمان واقع شده‌است.